# Talvisalo (ö i Varkaus, lat 62,52, long 27,85)
Talvisalo är en ö i Finland. Den ligger i sjön Savivesi och i kommunen Leppävirta i den ekonomiska regionen  Varkaus ekonomiska region  och landskapet Norra Savolax, i den centrala delen av landet, 300 km nordost om huvudstaden Helsingfors. Öns area är 38,6 hektar och dess största längd är 1,7 kilometer i sydöst-nordvästlig riktning.